# 크레용 신짱 나와 박사의 여름방학~끝나지 않는 7일간의 여행~
크레용 신짱 나와 박사의 여름방학~끝나지 않는 7일간의 여행~(일본어: クレヨンしんちゃん 「オラと博士の夏休み」〜おわらない七日間の旅〜, Shin-chan: Me and the Professor on Summer Vacation)은 네오스, 밀레니엄 키친, 스타 팩토리가 개발하고 아먀베 카즈가 디자인 및 각본을 맡은 2021년 어드벤처 게임이다. 일본 만화이자 일본의 애니메이션 시리즈인 짱구는 못말려에 기반을 둔 이 게임은 아야베 감독, 밀리네이머 키친 개발의 비디오 게임 시리즈 나의 여름방학의 정신적 후속작으로 설명되고 있다. 나의 여름방학처럼 나와 박사의 여름방학은 플레이어 캐릭터가 게임플레이 목표나 의무가 거의 없는 비선형 환경에서 여름방학을 보낸다.
이 게임은 일본에서 닌텐도 스위치용으로 2021년 7월 15일 출시되었으며 전 세계적으로는 스위치, 플레이스테이션 4, 마이크로소프트 윈도우용으로 2022년 8월에 출시되었다. 이 게임은 평론가들로부터 대체로 호의적인 평가를 받았다.

## 평가
| 평가 |            |
| --- | ---------- |
| 통합 점수 통합사 점수 메타크리틱 NS: 79/100 [ 1 ] 평론 점수 평론사 점수 디스트럭토이드 7.5/10 [ 2 ] 닌텐도 라이프 [ 3 ] 터치아케이드 4/5 [ 4 ] |            |
| 통합 점수 |            |
| 통합사 | 점수       |
| 메타크리틱 | NS: 79/100 |
| 평론 점수 |            |
| 평론사 | 점수       |
| 디스트럭토이드 | 7.5/10     |
| 닌텐도 라이프 | [ 3 ]      |
| 터치아케이드 | 4/5        |